# Colegio de Arqueólogos de Chile
El Colegio de Arqueólogas y Arqueólogos de Chile es una asociación gremial que reúne a los arqueólogos de Chile. Según sus estatutos, la asociación tiene como objetivo la protección de la profesión de arqueólogo y a la protección y difusión del Patrimonio de Chile, especialmente el Patrimonio Arqueológico.

## Historia
Fue creado el 26 de diciembre de 2009 mediante el Decreto N.º 2757, como una asociación gremial. Antes, las personas de esta profesión estaban asociadas a otras sociedades científicas y académicas. Si bien sabían que necesitaban generar una institucionalidad específica para la arqueología, no fue sino hasta 2008 que con el asesinato del comunero mapuche Jaime Mendoza Collío sintieron la necesidad de organizarse y decir algo al respecto.Este hecho más una cadena de experiencias precarias del trabajo de la arqueología en Chile hizo que 40 profesionales del país formaran la organización.

## Administración
La asociación es regida por el Directorio Nacional y distintos Directorios Zonal
| Presidente/a                | Período            |
| --------------------------- | ------------------ |
| Daniel Pavlovic Barbaric    | 2009-2011          |
| Carlos Carrasco González    | 2011-2014          |
| Carlos Carrasco González    | 2014-2016          |
| Itací Correa Girrulat       | 2016-2019          |
| Doina Munita Pavel          | 2019-2021          |
| Verónica Baeza De la Fuente | 2021 - en el cargo |